# Brentford Football Club 2023-2024
Questa voce raccoglie le informazioni riguardanti il Brentford Football Club nelle competizioni ufficiali della stagione 2023-2024.

## Maglie e sponsor
| Casa | Trasferta | Terza divisa |

## Rosa
Rosa, numerazione e ruoli, tratti dal sito ufficiale, sono aggiornati al 26 gennaio 2024
| N. |                         | Ruolo | Calciatore         |
| -- | ----------------------- | ----- | ------------------ |
| 1  | Paesi Bassi (bandiera)  | P     | Mark Flekken       |
| 2  | Scozia (bandiera)       | D     | Aaron Hickey       |
| 3  | Inghilterra (bandiera)  | D     | Rico Henry         |
| 4  | Inghilterra (bandiera)  | D     | Charlie Goode      |
| 5  | Inghilterra (bandiera)  | D     | Ethan Pinnock      |
| 6  | Danimarca (bandiera)    | C     | Christian Nørgaard |
| 7  | Francia (bandiera)      | A     | Neal Maupay        |
| 8  | Danimarca (bandiera)    | C     | Mathias Jensen     |
| 9  | Germania (bandiera)     | A     | Kevin Schade       |
| 10 | Inghilterra (bandiera)  | C     | Josh Dasilva       |
| 11 | RD del Congo (bandiera) | C     | Yoane Wissa        |
| 12 | Spagna (bandiera)       | D     | Sergio Reguilón    |
| 13 | Danimarca (bandiera)    | D     | Mathias Jørgensen  |
| 14 | Iran (bandiera)         | C     | Saman Ghoddos      |
| 15 | Nigeria (bandiera)      | C     | Frank Onyeka       |
| 16 | Inghilterra (bandiera)  | D     | Ben Mee            |
| 17 | Inghilterra (bandiera)  | A     | Ivan Toney         |

| N. |                          | Ruolo | Calciatore              |
| -- | ------------------------ | ----- | ----------------------- |
| 19 | Francia (bandiera)       | C     | Bryan Mbeumo            |
| 20 | Norvegia (bandiera)      | D     | Kristoffer Ajer         |
| 21 | Albania (bandiera)       | P     | Thomas Strakosha        |
| 22 | Irlanda (bandiera)       | D     | Nathan Collins          |
| 23 | Inghilterra (bandiera)   | A     | Keane Lewis-Potter      |
| 24 | Danimarca (bandiera)     | C     | Mikkel Damsgaard        |
| 25 | Inghilterra (bandiera)   | C     | Myles Peart-Harris      |
| 26 | Grenada (bandiera)       | C     | Shandon Baptiste        |
| 27 | Germania (bandiera)      | C     | Vitaly Janelt           |
| 30 | Danimarca (bandiera)     | D     | Mads Roerslev Rasmussen |
| 33 | Ucraina (bandiera)       | C     | Yehor Yarmolyuk         |
| 36 | Corea del Sud (bandiera) | D     | Kim Ji-soo              |
| 37 | Inghilterra (bandiera)   | A     | Michael Olakigbe        |
| 40 | Inghilterra (bandiera)   | P     | Ellery Balcombe         |
|    | Turchia (bandiera)       | C     | Yunus Emre Konak        |
|    | Islanda (bandiera)       | P     | Hákon Rafn Valdimarsson |

## Calciomercato

### Sessione estiva
| Acquisti         | Acquisti           | Acquisti      | Acquisti                     |
| R.               | Nome               | da            | Modalità                     |
| ---------------- | ------------------ | ------------- | ---------------------------- |
| D                | Nathan Collins     | Wolverhampton | definitivo (26,85 milioni €) |
| A                | Kevin Schade       | Friburgo      | definitivo (25 milioni €)    |
| P                | Mark Flekken       | Friburgo      | definitivo (13 milioni €)    |
| Altre operazioni |                    |               |                              |
| R.               | Nome               | da            | Modalità                     |
| A                | Sergi Canós        | Olympiacos    | fine prestito                |
| D                | Mads Bech Sørensen | Groningen     | fine prestito                |
| C                | Mads Bidstrup      | Nordsjælland  | fine prestito                |
| A                | Joel Valencia      | De Graafschap | fine prestito                |

| Cessioni         | Cessioni           | Cessioni           | Cessioni                 |
| R.               | Nome               | a                  | Modalità                 |
| ---------------- | ------------------ | ------------------ | ------------------------ |
| C                | Mads Bidstrup      | Salisburgo         | definitivo (6 milioni €) |
| P                | David Raya         | Arsenal            | prestito (3,4 milioni €) |
| A                | Halil Dervişoğlu   | Galatasaray        | definitivo (500 mila €)  |
| A                | Sergi Canós        | Valencia           | definitivo (250 mila €)  |
| D                | Pontus Jansson     | Malmö FF           | gratuito                 |
| A                | Joel Valencia      | Zagłębie Sosnowiec | gratuito                 |
| D                | Mads Bech Sørensen | Midtjylland        | n.d.                     |
| P                | Matthew Cox        | Bristol Rovers     | prestito                 |
| C                | Paris Maghoma      | Bolton             | prestito                 |
| Altre operazioni |                    |                    |                          |
| R.               | Nome               | a                  | Modalità                 |
| C                | Paris Maghoma      | Bolton             | prestito                 |
| C                | Fin Stevens        | Oxford Utd         | prestito                 |
| C                | Ryan Trevitt       | Exeter City        | prestito                 |
| A                | Tariqe Fosu        |                    | svincolato               |
| A                | Kevin Schade       | Friburgo           | fine prestito            |

### Sessione invernale
| Acquisti         | Acquisti                | Acquisti    | Acquisti                   |
| R.               | Nome                    | da          | Modalità                   |
| ---------------- | ----------------------- | ----------- | -------------------------- |
| C                | Yunus Emre Konak        | Sivasspor   | definitivo (4,5 milioni €) |
| D                | Sergio Reguilón         | Tottenham   | prestito                   |
| P                | Hákon Rafn Valdimarsson | Elfsborg    | definitivo (3 milioni €)   |
| Altre operazioni |                         |             |                            |
| R.               | Nome                    | da          | Modalità                   |
| C                | Ryan Trevitt            | Exeter City | fine prestito              |

| Cessioni         | Cessioni           | Cessioni   | Cessioni |
| R.               | Nome               | a          | Modalità |
| ---------------- | ------------------ | ---------- | -------- |
| C                | Myles Peart-Harris | Portsmouth | prestito |
| D                | Charlie Goode      | Wigan      | prestito |
| Altre operazioni |                    |            |          |
| R.               | Nome               | a          | Modalità |

## Risultati

### Premier League

#### Girone di andata
| Arbitro: | Jones |

|                             |           |                          |
| Mbeumo 26’ (rig.) Wissa 36’ | Marcatori | 11’ Romero 45+4’ Emerson |

| Arbitro: | Bond (Lancashire) |

|  |           |                                    |
|  | Marcatori | 44’ Wissa 66’ (rig.), 90+2’ Mbeumo |

| Arbitro: | Bankes |

|            |           |                 |
| Schade 18’ | Marcatori | 76’ J. Andersen |

| Arbitro: | Madley |

|                        |           |                        |
| Jensen 7’ Mbeumo 90+3’ | Marcatori | 30’ Solanke 77’ Brooks |

| Arbitro: | Pawson |

|                   |           |  |
| Wilson 64’ (rig.) | Marcatori |  |

| Arbitro: | Oliver |

|            |           |                                             |
| Jensen 28’ | Marcatori | 6’ Doucouré 67’ Tarkowski 71’ Calvert-Lewin |

| Arbitro: | Paul Tierney |

|                  |           |              |
| N. Domínguez 65’ | Marcatori | 58’ Nørgaard |

| Arbitro: | Andy Madley |

|                        |           |            |
| McTominay 90+3’, 90+7’ | Marcatori | 26’ Jensen |

| Arbitro: | Josh Smith |

|                                  |           |  |
| Wissa 25’ Mbeumo 62’ Ghoddos 87’ | Marcatori |  |

| Arbitro: | Hooper |

|  |           |                          |
|  | Marcatori | 58’ Pinnock 90+6’ Mbeumo |

| Arbitro: | Bramall |

|                                              |           |                     |
| Maupay 11’ Mavropanos 55’ (aut.) Collins 69’ | Marcatori | 19’ Kudus 26’ Bowen |

| Arbitro: | Tierney |

|                         |           |  |
| Salah 39’, 62’ Jota 74’ | Marcatori |  |

| Arbitro: | Robinson |

|  |           |             |
|  | Marcatori | 89’ Havertz |

| Arbitro: | Taylor |

|                                 |           |           |
| Maupay 49’ Mee 56’ Baptiste 81’ | Marcatori | 76’ Brown |

| Arbitro: | Bankes |

|                          |           |                   |
| Groß 31’ Hinshelwood 52’ | Marcatori | 27’ (rig.) Mbeumo |

| Arbitro: | Attwell |

|              |           |  |
| McAtee 45+1’ | Marcatori |  |

| Arbitro: | Coote |

|                  |           |                           |
| Lewis-Potter 45’ | Marcatori | 77’ Á. Moreno 85’ Watkins |

| Arbitro: | England |

|             |           |  |
| Haaland 71’ | Marcatori |  |

| Arbitro: | Madley |

|           |           |                                          |
| Wissa 16’ | Marcatori | 13’ Lemina 14’, 28’ Hwang 79’ Bellegarde |

#### Girone di ritorno
| Arbitro: | Jones (Merseyside) |

|                        |           |                 |
| Olise 14’, 58’ Eze 39’ | Marcatori | 2’ Lewis-Potter |

| Arbitro: | England |

|                              |           |                    |
| Toney 19’ Mee 58’ Maupay 68’ | Marcatori | 3’ Danilo 65’ Wood |

| Arbitro: | Coote |

|                                           |           |                      |
| Udogie 48’ B. Johnson 49’ Richarlison 56’ | Marcatori | 15’ Maupay 67’ Toney |

| Arbitro: | Gillett |

|            |           |                       |
| Maupay 21’ | Marcatori | 45+3’, 53’, 70’ Foden |

| Arbitro: | Hooper |

|  |           |                        |
|  | Marcatori | 35’ Nørgaard 77’ Toney |

| Arbitro: | Oliver |

|           |           |                                                |
| Toney 75’ | Marcatori | 35’ Núñez 55’ Mac Allister 68’ Salah 86’ Gakpo |

| Arbitro: | Hooper |

|                               |           |                      |
| Bowen 5’, 7’, 63’ Emerson 69’ | Marcatori | 13’ Maupay 82’ Wissa |

| Arbitro: | Gillett |

|                         |           |                        |
| Rasmussen 50’ Wissa 69’ | Marcatori | 35’ Jackson 83’ Disasi |

| Arbitro: | R. Jones |

|                      |           |             |
| Rice 19’ Havertz 86’ | Marcatori | 45+4’ Wissa |

| Arbitro: | Bond |

|                                    |           |          |
| Bruun Larsen 10’ (rig.) Fofana 62’ | Marcatori | 83’ Ajer |

| Arbitro: | Hooper |

|            |           |             |
| Ajer 90+9’ | Marcatori | 90+6’ Mount |

| Brentford 3 aprile 2024, ore 19:30 WEST 31ª giornata | Brentford | 0 – 0 referto | Brighton | Brentford Community Stadium (17 024 spett.)\| Arbitro: \| Madley \| |
| Arbitro:                                             | Madley    |               |          |                                                                     |

| Arbitro: | Salisbury |

|                             |           |                                    |
| Watkins 39’, 80’ Rogers 46’ | Marcatori | 59’ Jørgensen 61’ Mbeumo 68’ Wissa |

| Arbitro: | Barrott |

|                                   |           |  |
| Arblaster 63’ (aut.) Onyeka 90+3’ | Marcatori |  |

| Arbitro: | Gillett |

|             |           |                                                          |
| Berry 90+2’ | Marcatori | 24’, 45+1’ Wissa 62’ Pinnock 64’ Lewis-Potter 86’ Schade |

| Arbitro: | England |

|              |           |  |
| I. Gueye 60’ | Marcatori |  |

| Brentford 4 maggio 2024, ore 15:00 WEST 36ª giornata | Brentford | 0 – 0 referto | Fulham | Brentford Community Stadium (17 090 spett.)\| Arbitro: \| G. Scott \| |
| Arbitro:                                             | G. Scott  |               |        |                                                                       |

| Arbitro: | Donohue |

|             |           |                        |
| Solanke 89’ | Marcatori | 86’ Mbeumo 90+5’ Wissa |

| Arbitro: | Hooper |

|                      |           |                                                 |
| Janelt 48’ Wissa 70’ | Marcatori | 18’ Barnes 36’ J. Murphy 38’ Isak 77’ Guimarães |

### FA Cup
| Arbitro: | Harrington |

|            |           |           |
| Maupay 41’ | Marcatori | 64’ Doyle |

| Arbitro: | Madley |

|                                    |           |                        |
| Semedo 36’ Fraser 72’ Cunha 105+5’ | Marcatori | 13’ Collins 52’ Maupay |

### EFL Cup
| Arbitro: | Oldham |

|                   |                      |                           |
| Rai 90+6’         | Marcatori            | 87’ Jensen                |
| Lewis Wood Morris | Tiri di rigore 0 – 3 | Mbeumo Wissa Lewis-Potter |

| Arbitro: | Bond (Lancashire) |

|  |           |           |
|  | Marcatori | 8’ Nelson |

## Statistiche finali

### Statistiche di squadra
| Competizione   | Punti | In casa | In casa | In casa | In casa | In casa | In casa | In trasferta | In trasferta | In trasferta | In trasferta | In trasferta | In trasferta | Totale | Totale | Totale | Totale | Totale | Totale | DR  |
| Competizione   | Punti | G       | V       | N       | P       | Gf      | Gs      | G            | V            | N            | P            | Gf           | Gs           | G      | V      | N      | P      | Gf     | Gs     | DR  |
| -------------- | ----- | ------- | ------- | ------- | ------- | ------- | ------- | ------------ | ------------ | ------------ | ------------ | ------------ | ------------ | ------ | ------ | ------ | ------ | ------ | ------ | --- |
| Premier League | 39    | 19      | 5       | 7       | 7       | 29      | 34      | 19           | 5            | 2            | 12           | 27           | 31           | 38     | 10     | 9      | 19     | 56     | 65     | -9  |
| FA Cup         | -     | 1       | 0       | 1       | 0       | 1       | 1       | 1            | 0            | 0            | 1            | 2            | 3            | 2      | 0      | 1      | 1      | 3      | 4      | -1  |
| League Cup     | -     | 1       | 0       | 0       | 1       | 0       | 1       | 1            | 0            | 1            | 0            | 1            | 1            | 2      | 0      | 1      | 1      | 1      | 2      | -1  |
| Totale         | -     | 21      | 5       | 8       | 8       | 30      | 36      | 21           | 5            | 3            | 13           | 30           | 35           | 42     | 10     | 11     | 21     | 60     | 71     | -11 |

### Andamento in campionato
| Giornata  | 1 | 2 | 3 | 4 | 5  | 6  | 7  | 8  | 9  | 10 | 11 | 12 | 13 | 14 | 15 | 16 | 17 | 18 | 19 | 20 | 21 | 22 | 23 | 24 | 25 | 26 | 27 | 28 | 29 | 30 | 31 | 32 | 33 | 34 | 35 | 36 | 37 | 38 |
| --------- | - | - | - | - | -- | -- | -- | -- | -- | -- | -- | -- | -- | -- | -- | -- | -- | -- | -- | -- | -- | -- | -- | -- | -- | -- | -- | -- | -- | -- | -- | -- | -- | -- | -- | -- | -- | -- |
| Luogo     | C | T | C | C | T  | C  | T  | T  | C  | T  | C  | T  | C  | C  | T  | T  | C  | T  | C  | T  | C  | T  | C  | T  | C  | T  | C  | T  | T  | C  | C  | T  | C  | T  | T  | C  | T  | C  |
| Risultato | N | V | N | N | P  | P  | N  | P  | V  | V  | V  | P  | P  | V  | P  | P  | P  | P  | P  | P  | V  | P  | P  | V  | P  | P  | N  | P  | P  | N  | N  | N  | V  | V  | P  | N  | V  | P  |
| Posizione | 8 | 4 | 9 | 8 | 11 | 13 | 14 | 15 | 14 | 10 | 9  | 11 | 11 | 11 | 11 | 12 | 12 | 14 | 14 | 16 | 14 | 15 | 15 | 14 | 14 | 16 | 15 | 15 | 16 | 15 | 15 | 16 | 15 | 15 | 16 | 16 | 16 | 16 |

Legenda:

Luogo: C = Casa; T = Trasferta. Risultato: V = Vittoria; N = Pareggio; P = Sconfitta.